# Frankenstein General Hospital
Pour plus de détails, voir Fiche technique et Distribution.
Frankenstein General Hospital est un film américain réalisé par Deborah Roberts, sorti en 1988.

## Synopsis
Bob, chirurgien, arrière-petit-fils du Baron Frankenstein, a dissimulé son laboratoire dans le sous-sol de l’hôpital pour continuer les travaux de son illustre ancêtre. Avec son fidèle Iggy, il essaie de rassembler des morceaux de corps humains en vue de créer son propre “monstre”.

## Fiche technique
- Titre : Frankenstein General Hospital
- Réalisation : Deborah Roberts
- Scénario : Robert Deel & Michael Kelly, d'après le roman Frankenstein ou le Prométhée moderne, de Mary Shelley
- Musique : John Ross
- Photographie : Tom Fraser
- Montage : Ed Cotter
- Production : Dimitri Villard & Robert Wald
- Société de production et de distribution : New Star Entertainment
- Pays :  États-Unis
- Langue : Anglais
- Format : Couleur / Noir et blanc - Mono - 35 mm
- Genre : Comédie et science-fiction
- Durée : 90 min
- Date de sortie : mars 1988 (États-Unis)

## Distribution
- Mark Blankfield : Dr. Bob Frankenstein
- Leslie Jordan : Iggy
- Jonathan Farwell : Dr. Frank Reutgar
- Kathy Shower : Dr. Alice Singleton
- Irwin Keyes : La créature
- Hamilton Mitchell : Dr. Andrew Dixon
- Lou Cutell : Dr. Saperstein
- Mark DeCarlo : Dr. Skip
- Harry Murphy : Dr. Biff
- Bunky Jones : Elizabeth Rice
- Katie Caple : L'infirmière Verna
- John William Young : Dr. Alex Hoover
- Dorothy Patterson : Mildred Pennys
- Joleen Lutz : Patty
- Jessica Puscas : Cindy Swanson
- Ben Stein : Dr. Who

## Autour du film
- Lou Cutell, qui interprète le docteur Saperstein, était déjà apparu en villageois effrayé dans le Frankenstein Junior réalisé par Mel Brooks en 1974.
- À noter, la petite apparition dans un ascenseur de Bobby Pickett, l'auteur de la chanson à succès Monster Mash (1962).
- La réalisatrice se nomme en réalité Deborah Romare. Elle signe ses films avec les pseudos : Deborah Blanchette, Deborah Roberts, Deborah Romare Sahagun, Deborah Sahagun

## Distinctions
- Nomination au prix du meilleur film, lors du festival Fantasporto en 1989.